# The Center Square
The Center Square前身為Watchdog.org，是一家美國新聞網站，從保守的角度報導州和聯邦政府的特色，這是富蘭克林新聞基金會機構的在線新聞專案。The Center Square通過新聞專線服務分發其內容，並打破了在2009年美國復甦與再投資法之後幽靈國會選區的故事。

## 外部連結
- 官方网站